# Шкољни (Виборшки залив)
Шкољни (рус. Школьный, фин. Huunolansaari) малено је ненасељено острво у у југоисточном делу Виборшког залива, на североистоку Финског залива Балтичког мора. Острво се налази на око 2,5 километара западно од варошице Совјетски, и административно припада Виборшком рејону Лењинградске области. Популарна је рекреативна зона за становнике Совјетског.
Острво је издужено у смеру север-југ у дужини од око 3,9 километара, док је максимална ширина око 1,2 километра.